# Pięciorakowie herbu Sas
Pięciorakowie herbu Sas – polski ród szlachecki z Kresów wschodnich.
Sas (Drag) – herb szlachecki.
Gniazdem rodziny była prawdopodobnie wieś w rejonie Kamioneckim położona w Obwodzie Lwowskim. Źródła wspominają o Pięciorakach w 1772 roku, dziedzicach dóbr w Obwodzie Lwowskim.